# Kappen! (film)
Kappen! is een Nederlandse jeugdfilm uit 2016 van Tessa Schram gebaseerd op het gelijknamige boek van Carry Slee. De film heeft als thema zinloos geweld. De opname werden grotendeels gemaakt in Velsen-Zuid en rond Tata Steel Europe in Velsen-Noord.

## Verhaal
Sander is van jongs af aan bevriend met Chris en Maarten. Deze zijn echter ook bevriend geraakt met de jonge crimineel Emiel en vormen met hem een gewelddadige bende, die zich schuldig maakt aan berovingen en bedreigingen. Sander is hier later in het verhaal getuige van.
Chris' ouders gaan scheiden. Zijn moeder gaat elders wonen. Chris is vooral gestrest doordat zijn jongere zusje, dat hij erg mag, daar ook komt te wonen. Onder invloed hiervan mishandelt hij, aangemoedigd door Emiel, een willekeurige voorbijganger ernstig. Sander is hier getuige van. Hij wil naar de politie gaan, waarop Emiel dreigt Sanders vriendin Indra wat aan te doen. Bovendien probeert de bende het te laten lijken of Sander de mishandeling heeft gepleegd, met als resultaat dat de politie hem inderdaad verdenkt. De bende zet Sander verder onder druk hen niet te verraden door Indra te ontvoeren. Chris komt tot inkeer en helpt Indra en Sander, en geeft zich aan bij de politie. Emiel krijgt een gevangenisstraf, Chris een taakstraf.

## Rolverdeling
| Acteur            | Personage      | opmerkingen       |
| ----------------- | -------------- | ----------------- |
| Tonko Bossen      | Sander de Jong | hoofdrol          |
| Joes Brauers      | Chris          | vriend van Sander |
| Timo Wils         | Maarten        | vriend van Sander |
| Bente Fokkens     | Indra          |                   |
| Tobias Kersloot   | Emiel          | crimineel         |
| Stephanie van Eer | Heike          |                   |
| Jasha Rudge       | Rene           |                   |
| Davey Driessen    | Jim            |                   |
| Jessica de Groen  | Jetta          |                   |
| Karien Noordhoff  | moeder Indra   |                   |
| Ronald Top        | Rechercheur 1  |                   |
| Jonathan Huisman  | Rechercheur 2  |                   |
| Patrick Stoof     | vader Sander   |                   |
| Tina de Bruin     | moeder Sander  |                   |